# Statue équestre du Maréchal Foch
La statue équestre du Maréchal Foch est une œuvre d'art de l'espace public représentant le  maréchal Foch. Elle est située sur la place du Trocadéro-et-du-11-Novembre dans le 16e arrondissement de Paris.

## Historique
Cette statue équestre en bronze des sculpteurs Robert Wlérick et Raymond Martin représente le maréchal de France Ferdinand Foch, commandant en chef des armées alliés en 1918. Il est représenté tête nue. L'absence du képi réglementaire est en effet une demande des services des beaux-arts.
La statue est commandée en 1939 par le ministre Jean Zay mais le sculpteur Robert Wlérick ne peut la terminer, la guerre mettant les travaux en attente. Robert Wlérick décède le 7 mars 1944 et c'est Raymond Martin qui termine le travail. La fonte en bronze est réalisée par la fonderie Rudier  en 1951, puis la statue installée.
Elle est située en parfaite symétrie avec la statue du maréchal Joffre, qui se trouve depuis 1939 devant l'École militaire, place Joffre.

## Au cinéma
- Dans le film Le cave se rebiffe (sorti en 1961 au cinéma) de Gilles Grangier, le personnage interprété par Jean Gabin, un faux-monnayeur, donne rendez-vous à ses complices Bernard Blier et Franck Villard sur la place du Trocadéro, au pied de la statue du Maréchal Foch[2].

## Galerie

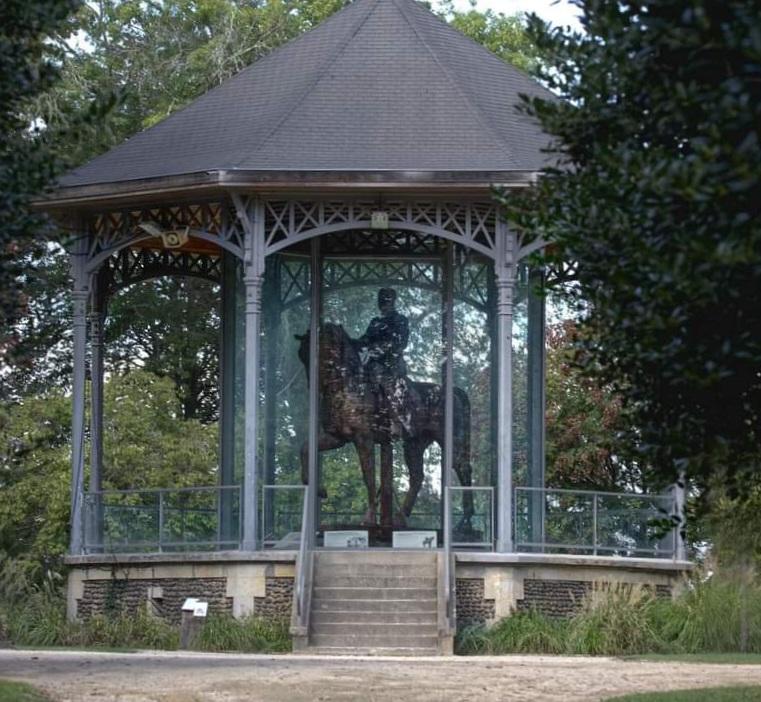
Maquette en bois de la statue exposée dans le kiosque du parc Jean-Rameau à Mont-de-Marsan.
Détail de la statue équestre.
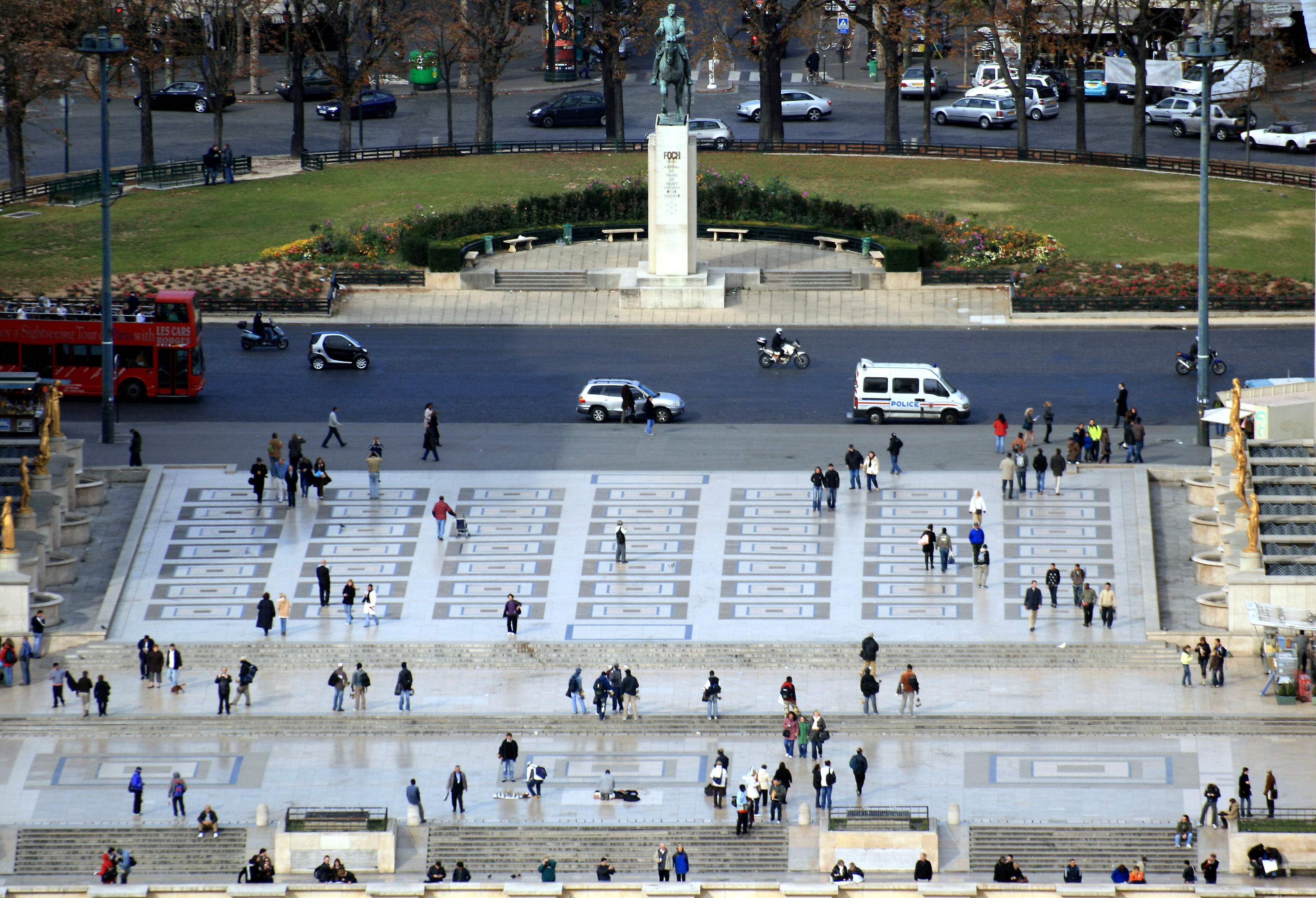
Vue sur le parvis des Droits-de-l'Homme et le  trocadéro et la statue du maréchal Foch depuis la Tour Eiffel.